# Nikolay Storonsky
 (mai 2025).
Nikolay Storonsky, né le 21 juillet 1984 à Dolgoproudny (Oblast de Moscou), est un entrepreneur et banquier britannique d'origine russe. Il est le cofondateur et PDG de la néo-banque Revolut et fondateur de la société de capital risque QuantumLight. 
Revolut est actuellement la fintech la plus valorisée en Europe, avec plus de 50 millions de clients répartis dans plus de 35 pays. L'entreprise était valorisée à 45 milliards de dollars en août 2024.

## Biographie

### Jeunesse et études
Nikolay Storonsky est né le 21 juillet 1984 à Dolgoproudny, une ville située à environ 20 km au nord de Moscou. Enfant, Storonsky pratique la boxe et s'initie à la natation à l'adolescence, devenant plus tard champion d'État à l'université. Passionné de kitesurf et d'alpinisme, il rêve de devenir entrepreneur et  commence à lire des livres d'économie et de commerce à six ans,. Son père, Nikolay Mironovich Storonsky, a été directeur général adjoint des sciences de Gazprom Promgaz, la branche ingénierie, recherche et développement de Gazprom. Il est diplômé de l'École de physique et de mathématiques. En 2002, il entre à la Faculté de physique générale et appliquée de l'Institut de physique et de technologie de Moscou (MFTI), puis, en 2006, à la maîtrise en économie de l'École russe d'économie (New Economic School (en)). Il obtient les deux diplômes en 2007,,.
En 2006, Storonsky est invité à faire un stage chez Lehman Brothers à Londres, où il travaille comme trader jusqu'à la faillite de la banque en 2008. Après cela, l'équipe de traders est embauchée par la plus grande maison de courtage japonaise, Nomura, qui rachète une partie des actifs de Lehman Brothers, mais après un mois de travail, Storonsky part au Credit Suisse, où il exerce pendant les cinq années suivantes.
Depuis 2022, il est sujet britannique et vit à Londres. En 2022, Storonsky a condamné l'invasion russe de l'Ukraine et a renoncé à sa citoyenneté russe,. Dans une lettre ouverte, il a également promis que Revolut égalerait chaque don fait à la Croix-Rouge ukrainienne en solidarité avec les victimes de la guerre.

## Revolut
L'expérience de Storonsky en tant que trader lui a donné une compréhension plus approfondie de la finance mondiale et des enjeux auxquels sont confrontés les consommateurs et les entreprises qui doivent effectuer des transferts internationaux d'argent, ce qui l'a finalement mené à fonder Revolut en 2015 avec Vladislav « Vlad » Yatsenko,,, un ingénieur logiciel ancien d'UBS, le Credit Suisse, la Deutsche Bank, Sabre Corporation et Comarch. Le premier investisseur du projet fut Storonsky lui-même, qui investit environ 300 000 GBP de ses propres économies.
L'idée de l'entreprise lui est venue alors qu'il voyageait, il se retrouve déconcerté par les frais de transaction et les commissions élevées facturés par les banques. Son idée initiale était une carte bancaire multidevises qui permettrait de convertir des devises en voyage à un taux avantageux.
En 2021, Revolut devient l'entreprise de technologie financière la plus valorisée au Royaume-Uni,. Selon son rapport annuel de 2023, Revolut réalise un chiffre d'affaires de 1,8 milliard GBP, avec un bénéfice net de 344 millions de livres sterling. En novembre 2024, l'entreprise a 50 millions de clients à travers le monde et comptait plus de 10 000 employés. Sa valeur est estimée à 45 milliards de dollars en août 2024,,.